# Kevin Dorsey
Pour les articles homonymes, voir Dorsey.
Kevin Dorsey est un chanteur et compositeur américain. Il prêta sa voix pour des personnages et des chansons de films d'animation Walt Disney Pictures. Il accompagna Michael Jackson lors de ses trois tournées mondiales en tant que choriste.

## Filmographie
- 1990 : Sans toi je ne suis rien
- 1992 : L'Œil public
- 1994 : Le Roi lion (Circle of Life)
- 1995 : Arabian Knight (Mighty One-Eye / Brigand)
- 1996 : Pinocchio
- 1997 : La Belle et la Bête 2 : Le Noël enchanté
- 1998 : Le Roi lion 2 (My Lullaby, One of Us, Love Will Find a Way)
- 1999 : Le Chat Botté : Ogre (voix)
- 2003 : Le Livre de la jungle 2 (W - I - L - D)
- 2004 : Adventures in Animation 3D : Killer (voix)
- 2004 : The Princess Diaries 2: Royal Engagement

### Comme compositeur
- 1994 : Notes In a Minor Key

## Tournées
- Bad World Tour (1987-89)
- Dangerous World Tour (1992-93)
- HIStory World Tour (1996-97)